# 木島ユタカ
木島 ユタカ（きじま ユタカ、1983年6月7日 - ）は、民謡をルーツに持ち、邦楽から洋楽まで様々なジャンルの楽曲を、津軽三味線で弾き語る三味線シンガー。兵庫県伊丹市出身。身長178cm。血液型はB型。愛称は「きじ」。

## 略歴
5歳から父親の影響で『民謡』を歌い始め数々の民謡全国大会でグランプリを獲得。18歳の頃、本格的に洋楽を聴き始め、R&B、ポップス、ワールドミュージックへと、自身の歌の幅を拡げる。
2006年「EXILE VOCAL BATTLE AUDITION 2006 〜ASIAN DREAM〜」セミファイナル進出。音楽活動の拠点を東京へ移す。自身の曲やカバー曲など精力的に『 YouTubeチャンネル』に公開。
2015年、日本の童謡・唱歌を歌い継ぐプロジェクト「故郷へつづく道」をスタート。

## 受賞
【民謡】
- 1992年 産経大賞(関西最大の民謡大会)少年の部 準優勝
- 1993年 産経大賞少年の部 優勝
- 1993年 コロムビア民謡コンクール関西地区大会 少年少女の部 優勝
- 1994年 コロムビア民謡コンクール関西地区大会 少年少女の部 優勝・連覇
- 1994年 コロムビア民謡コンクール全国大会 少年少女の部 優勝
- 1995年 日本民謡ジュニアフェスティバル全国大会 グランプリ
- 2002年 産経民謡大賞 大賞の部 内閣総理大臣賞争奪戦 優勝
  - 最年少優勝、初出場優勝、親子受賞、少年の部・大賞の部両制覇
- 2002年 日本民謡ヤングフェスティバル全国大会 グランプリ

【J-POP】
- 2017年 第50回日本有線大賞「有線奨励賞」。

## ディスコグラフィ

### アルバム
YouTubeチャンネルにてMV公開中
|     | 発売日         | タイトル                           | 収録曲 | 規格 |
| --- | -------------- | ---------------------------------- | --- | ---- |
| 1st | 2017年2月1日   | 和のこころ                         | 1. 春の小川 2. 朧月夜 3. 紅葉 4. 海の声 5. 花 6. 糸 7. ソーラン節 |      |
| 2nd | 2017年7月5日   | 和のこころ2 〜ケルティック編〜     | 1. 十年経てば（Scotland） 2. GARDEN（Ireland） 3. 秘密にしかできない恋（Ireland） 4. 灯火（Scotland） 5. 家族写真（England） 6. 一人一人（Ireland） 7. shape of you / Ed Sheeran（bonus track） 8. 十年経てば / カラオケ |      |
| 3rd | 2018年10月10日 | 和のこころ3 〜ひといきつきながら〜 | 1. ひといきつきながら - Album ver. 2. 心糸 3. けんかみち 4. 鈍感な人になりたい 5. 小さな空き缶 6. 僕だけが知っている 7. 伝えたかった 8. 十六夜 9. ひといきつきながら - studio session                                    |      |

### シングル
|     | 発売日        | タイトル           | 収録曲                                                                | 規格 |
| --- | ------------- | ------------------ | --------------------------------------------------------------------- | ---- |
| 1st | 2017年10月4日 | 十年経てば         | 1. 十年経てば 2. ひといきつきながら 3. 十年経てば（カラオケ）         |      |
| 2nd | 2018年4月4日  | 鈍感な人になりたい | 1. 鈍感な人になりたい 2. 遠いふたり 3. 鈍感な人になりたい（カラオケ） |      |

## 出演

### ラジオ
- 「木島ユタカ 和のこころ」 - FM NACK5 火曜日 5:30 - （NACK5時ラジ内、2017年4月4日 - 2019年9月24日）ラジオパーソナリティ[6]
- 「民謡をたずねて」 - NHK-FM放送 金曜日 5:20 - 5:50 レギュラー出演者として定期的に出演[7][8]

### テレビ
- 「民謡魂 ふるさとの歌」 - NHK総合テレビジョン 毎月1回土曜日/日曜日 レギュラー出演者として定期的に出演[9]